# Washburn, Wisconsin
Washburn är administrativ huvudort i Bayfield County i Wisconsin i USA. Enligt 2010 års folkräkning hade Washburn 2 117 invånare.